# Baishiqiaonan
Baishiqiaonan (in cinese 白石桥南站S, Báishíqiáonán zhànP) è una stazione della linea 6 e della linea 9 della metropolitana di Pechino.

## Storia
La stazione è stata inaugurata il 30 dicembre 2012 contestualmente all'apertura della linea 6 e al prolungamento della linea 9 da Pechino Ovest a Biblioteca nazionale.
Dal 18 gennaio 2023, per rispondere al crescente numero di passeggeri, la linea Fangshan è interconnessa con la linea 9 esclusivamente durante gli orari di punta mattutini e serali dei giorni feriali. Limitatamente a questi frangenti, la linea Fangshan affianca e copre l'intero tragitto della linea 9, effettuando servizio in tutte le fermate.

## Struttura
La stazione è dotata di 5 uscite ed è in sotterranea: a un primo livello è posta la banchina a isola con i due binari a servizio sia della linea 9 che della linea Fanshang, mentre al secondo livello è la banchina a isola con i due binari a servizio della linea 6. 

## Interscambio
- Fermata autobus

## Servizi
La stazione dispone di:
- Accessibilità per portatori di handicap
- Ascensori
- Scale mobili
- Emettitrice automatica biglietti
- Servizi igienici